# Апоре
Апоре (порт. Aporé) — муниципалитет в Бразилии, входит в штат Гояс. Составная часть мезорегиона Юг штата Гойас. Входит в экономико-статистический микрорегион Судуэсти-ди-Гояс. Население составляет 3513 человек на 2006 год. Занимает площадь 2900,344 км². Плотность населения — 1,2 чел./км².

## Статистика
- Валовой внутренний продукт на 2003 год составляет 56 193 741,00 реалов (данные: Бразильский институт географии и статистики).
- Валовой внутренний продукт на душу населения на 2003 год составляет 16 180,17 реалов (данные: Бразильский институт географии и статистики).
- Индекс развития человеческого потенциала на 2000 год составляет 0,752 (данные: Программа развития ООН).